# Stactobia parva
Stactobia parva är en nattsländeart som beskrevs av Wells och Dudgeon 1990. Stactobia parva ingår i släktet Stactobia och familjen smånattsländor. Inga underarter finns listade i Catalogue of Life.